# Speckle-Interferometrie
Als Speckle-Interferometrie werden verschiedene optische Messverfahren zur Vermessung kleiner Distanzänderungen bezeichnet, die auf der Analyse von Specklemustern (kurz Speckles) basieren. Speckles entstehen, wenn eine Oberfläche mit Licht hinreichender Kohärenzlänge beleuchtet wird.
Das Wort Interferometrie im Titel dieses Artikels bezieht sich sowohl auf die bei der Erzeugung von Specklemustern stattfindende Interferenz der von benachbarten Punkten gestreuten Wellen, als auch auf die kohärente Überlagerung des Specklemusters mit einer Referenzwelle. Allerdings verwenden nicht alle der hier beschriebenen Verfahren eine Referenzwelle. Je nach Verfahren können Distanzänderungen von einigen Nanometern bis zu einigen 10 Mikrometern erfasst werden.
In der Astronomie bezeichnet Speckle-Interferometrie ein Verfahren zur Bildverbesserung, das die bei erdgebundenen Teleskopen durch die turbulente Atmosphäre hervorgerufene Verschlechterung beseitigt.

## Anwendung in der Materialforschung
Die Elektronische Specklemuster-Interferometrie (ESPI) ist ein Verfahren, um kleine Verformungen von Test-Objekten sichtbar zu machen. Sie wird in der Materialforschung unter anderem zur Untersuchung von Vibration, thermischer Belastung, Zugspannung oder Scherspannung eingesetzt.
Die Grundlage der Methode ist der Speckle-Effekt von Laserlicht, das an einer rauen Oberfläche des Test-Objekts gestreut wird und mit einer Referenzwelle überlagert wird. Während einer kontrollierten Belastung des Objekts werden nun ohne Änderung der relativen Position von Kamera, Objekt und Laser aufeinanderfolgende Bilder aufgenommen. Die Belastung führt zu kleinen Verformungen des Objekts und lässt dabei die Speckle-Punkte auf den Bildern wandern. Aus einer computergestützten Analyse der Speckle-Interferogramme lässt sich nun die Verformung quantitativ rekonstruieren.
Eine weitere Variante der Speckle-Interferometrie ist die Shearografie. Im Gegensatz zu den ESPI-Verfahren, mit denen die Oberflächenverschiebung gemessen werden kann, repräsentiert das Streifenmuster in der Shearografie den Verformungsgradienten. Die Shearografie ist robuster in Bezug auf störende Vibrationen und wird auch unter industriellen Bedingungen eingesetzt.
Die Speckle-Fotografie ist ein optisches Verfahren zur Messung von Verschiebungen senkrecht zur Beobachtungsrichtung (sog. in-plane Verschiebungen). Eine Überlagerung mit einer Referenzwelle (wie beim ESPI-Verfahren und der Shearografie) findet nicht statt. Die in-plane-Distanzänderung wird direkt aus der Korrelation des vor- und nach der Verschiebung aufgezeichneten Specklemusters ermittelt.

## Anwendung in der Astronomie

Film vom Speckle-Muster eines einzelnen Sterns. Die regelmäßige seitliche Bewegung ist die Folge von Vibrationen des Teleskops mit 14 Hz. Zusätzlich bewegen sich die Speckles des Sterns und werden heller und schwächer.

In der Astronomie ist die Speckle-Interferometrie eine Methode zur Beseitigung der Auswirkung von atmosphärischen Störungen auf astronomische Aufnahmen. Luftturbulenzen in der Atmosphäre sind die Ursache dafür, dass das Licht eines Sterns auf leicht unterschiedlich langen Pfaden das Teleskop erreicht. Deswegen entsteht in der Brennebene des Teleskops statt eines beugungstheoretisch scharfen Bildes durch Interferenz ein Muster von einzelnen Flecken (die sogenannten Speckles). Das Auflösungsvermögen eines Teleskops ist deswegen auf den mittleren Durchmesser dieses Speckle-Musters begrenzt (siehe auch Seeing). Die Feinstruktur des Musters ändert sich in weniger als einer Sekunde völlig. Diese Luftturbulenzen erzeugen auch das bekannte Flackern (Funkeln) der Sterne.
Für die Speckle-Interferometrie werden statt eines lang belichteten Einzelbildes viele Kurzzeitbelichtungen aufgenommen. Die einzelne Belichtungszeit beträgt zwischen wenige Millisekunden bis maximal eine Sekunde.
Durch nichtlineares Mitteln der einzelnen Bilder gelingt es, den bildverschlechternden Einfluss der Erdatmosphäre zu kompensieren und ein beugungstheoretisch scharfes Bild des Objekts (zum Beispiel des Sterns) zu erhalten. Diese Technik wurde in den 1970er Jahren erstmals eingesetzt. Ihre Anwendung wird durch die notwendigerweise kurzen Belichtungszeiten auf hellere Objekte beschränkt.
Wichtige Methoden sind auch:
- Knox-Thomson-Methode (1973)
- Speckle-Masking-Interferometrie (G. Weigelt, 1977 bzw. A. W. Lohmann, 1983)
- Multichannel / Multiframe Blind Image Deconvolution